# آدم ستيوارت
آدم ستيوارت (بالإنجليزية: Adam Stewart)‏ هو مسير أعمال جامايكي، ولد في 27 يناير 1981 في كينغستون في جامايكا.